# غوسبيتش
مدينة غوسبيتش Gospić هي مدينة كرواتية وهي مركز مقاطعة ليكا سني. تقع المدينة في إقليم ليكا الجبلي ومشتت السكان.

## المناخ
يظهر الجدول التالي التغييرات المناخية على مدار السنة لغوسبيتش:
| البيانات المناخية لـغوسبيتش                              | البيانات المناخية لـغوسبيتش | البيانات المناخية لـغوسبيتش | البيانات المناخية لـغوسبيتش | البيانات المناخية لـغوسبيتش | البيانات المناخية لـغوسبيتش | البيانات المناخية لـغوسبيتش | البيانات المناخية لـغوسبيتش | البيانات المناخية لـغوسبيتش | البيانات المناخية لـغوسبيتش | البيانات المناخية لـغوسبيتش | البيانات المناخية لـغوسبيتش | البيانات المناخية لـغوسبيتش | البيانات المناخية لـغوسبيتش |
| الشهر                                                    | يناير                       | فبراير                      | مارس                        | أبريل                       | مايو                        | يونيو                       | يوليو                       | أغسطس                       | سبتمبر                      | أكتوبر                      | نوفمبر                      | ديسمبر                      | المعدل السنوي               |
| -------------------------------------------------------- | --------------------------- | --------------------------- | --------------------------- | --------------------------- | --------------------------- | --------------------------- | --------------------------- | --------------------------- | --------------------------- | --------------------------- | --------------------------- | --------------------------- | --------------------------- |
| الدرجة القصوى °م (°ف)                                    | 16.0 (60.8)                 | 20.1 (68.2)                 | 23.4 (74.1)                 | 27.9 (82.2)                 | 31.6 (88.9)                 | 35.4 (95.7)                 | 38.7 (101.7)                | 37.2 (99.0)                 | 33.3 (91.9)                 | 28.8 (83.8)                 | 25.7 (78.3)                 | 16.9 (62.4)                 | 38.7 (101.7)                |
| متوسط درجة الحرارة الكبرى °م (°ف)                        | 3.3 (37.9)                  | 5.4 (41.7)                  | 9.7 (49.5)                  | 13.5 (56.3)                 | 19.0 (66.2)                 | 22.5 (72.5)                 | 25.2 (77.4)                 | 25.4 (77.7)                 | 20.8 (69.4)                 | 15.3 (59.5)                 | 8.5 (47.3)                  | 3.9 (39.0)                  | 14.4 (57.9)                 |
| المتوسط اليومي °م (°ف)                                   | −0.8 (30.6)                 | 0.3 (32.5)                  | 4.1 (39.4)                  | 8.0 (46.4)                  | 13.0 (55.4)                 | 16.3 (61.3)                 | 18.5 (65.3)                 | 17.9 (64.2)                 | 13.6 (56.5)                 | 9.1 (48.4)                  | 3.8 (38.8)                  | 0.0 (32.0)                  | 8.7 (47.7)                  |
| متوسط درجة الحرارة الصغرى °م (°ف)                        | −5.0 (23.0)                 | −4.2 (24.4)                 | −1.1 (30.0)                 | 2.5 (36.5)                  | 6.5 (43.7)                  | 9.4 (48.9)                  | 10.9 (51.6)                 | 10.5 (50.9)                 | 7.5 (45.5)                  | 4.1 (39.4)                  | −0.4 (31.3)                 | −3.7 (25.3)                 | 3.1 (37.6)                  |
| أدنى درجة حرارة °م (°ف)                                  | −32.6 (−26.7)               | −33.5 (−28.3)               | −23.6 (−10.5)               | −10.5 (13.1)                | −7.0 (19.4)                 | −1.8 (28.8)                 | 2.4 (36.3)                  | 0.0 (32.0)                  | −5.6 (21.9)                 | −13.7 (7.3)                 | −23.2 (−9.8)                | −27.0 (−16.6)               | −33.5 (−28.3)               |
| الهطول مم (إنش)                                          | 101.8 (4.01)                | 98.8 (3.89)                 | 95.2 (3.75)                 | 108.9 (4.29)                | 108.4 (4.27)                | 95.4 (3.76)                 | 60.4 (2.38)                 | 83.1 (3.27)                 | 140.4 (5.53)                | 156.5 (6.16)                | 175.4 (6.91)                | 141.9 (5.59)                | 1٬365٫9 (53.78)             |
| متوسط أيام هطول الأمطار (≥ 0.1 mm)                       | 12.7                        | 11.6                        | 12.4                        | 13.8                        | 13.2                        | 11.9                        | 8.3                         | 8.2                         | 11.2                        | 12.4                        | 13.8                        | 13.5                        | 143.0                       |
| متوسط الأيام المثلجة (≥ 1.0 cm)                          | 16.0                        | 14.5                        | 9.1                         | 2.6                         | 0.2                         | 0.0                         | 0.0                         | 0.0                         | 0.0                         | 0.3                         | 6.5                         | 16.0                        | 65.2                        |
| متوسط الرطوبة النسبية (%)                                | 84.3                        | 79.9                        | 74.8                        | 72.5                        | 72.5                        | 72.3                        | 70.3                        | 73.0                        | 78.9                        | 81.2                        | 84.1                        | 86.2                        | 77.5                        |
| ساعات سطوع الشمس الشهرية                                 | 68.2                        | 101.7                       | 145.7                       | 165.0                       | 226.3                       | 249.0                       | 303.8                       | 272.8                       | 192.0                       | 130.2                       | 69.0                        | 55.8                        | 1٬979٫5                     |
| نسبة وصول أشعة الشمس                                     | 25                          | 38                          | 43                          | 44                          | 54                          | 59                          | 70                          | 67                          | 55                          | 42                          | 27                          | 21                          | 48                          |
| المصدر: Croatian Meteorological and Hydrological Service |                             |                             |                             |                             |                             |                             |                             |                             |                             |                             |                             |                             |                             |

## معرض صور

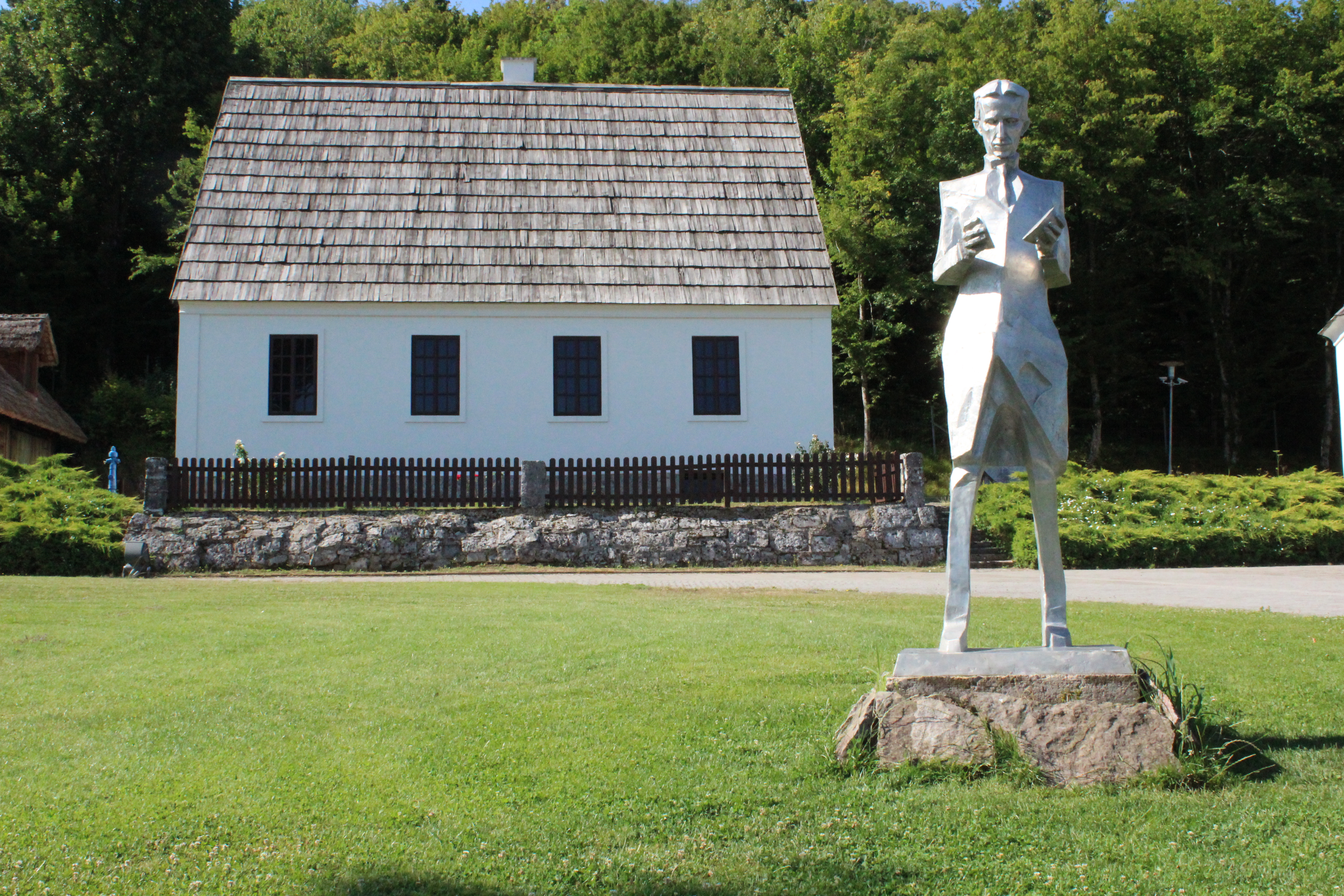
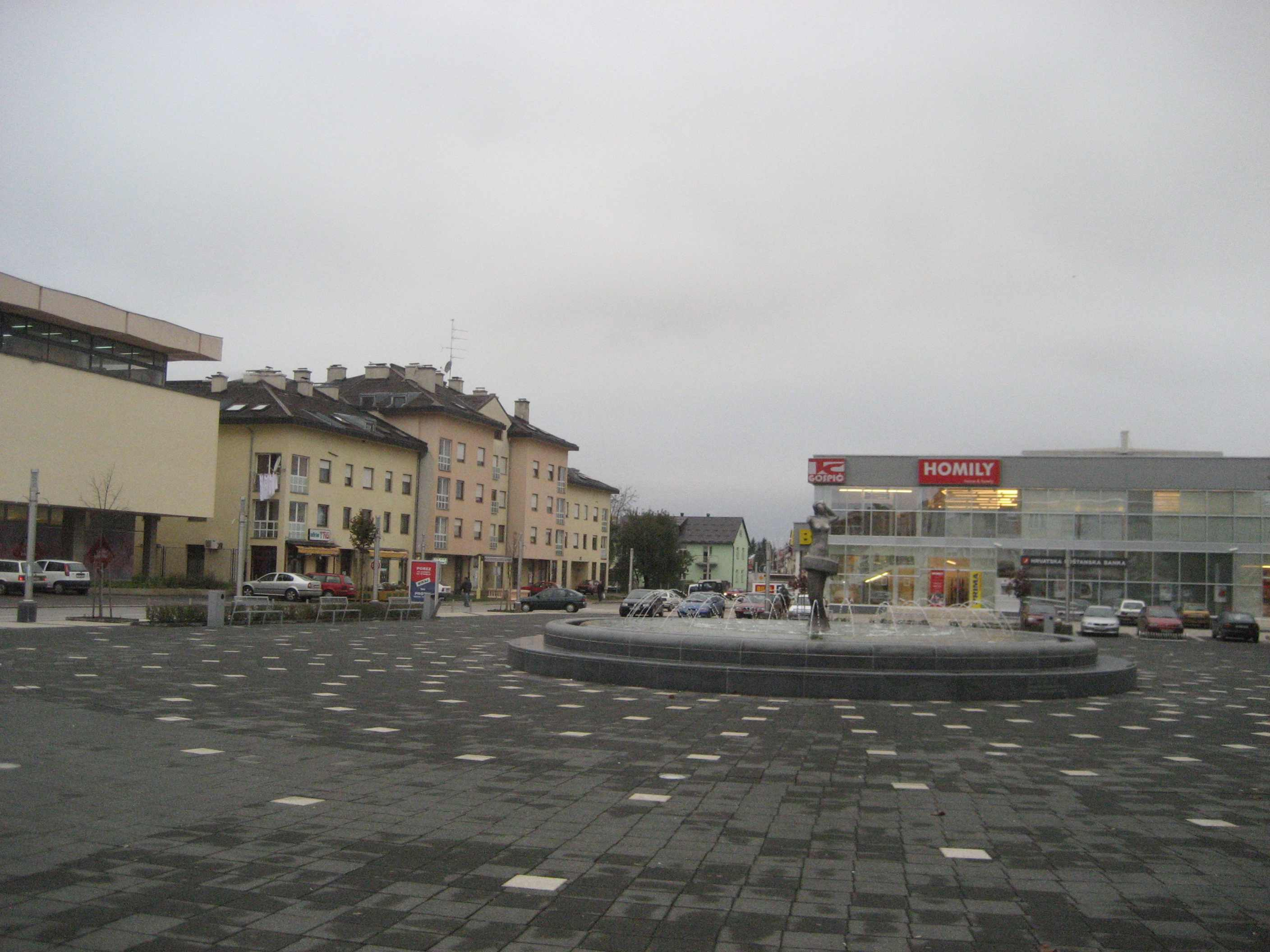
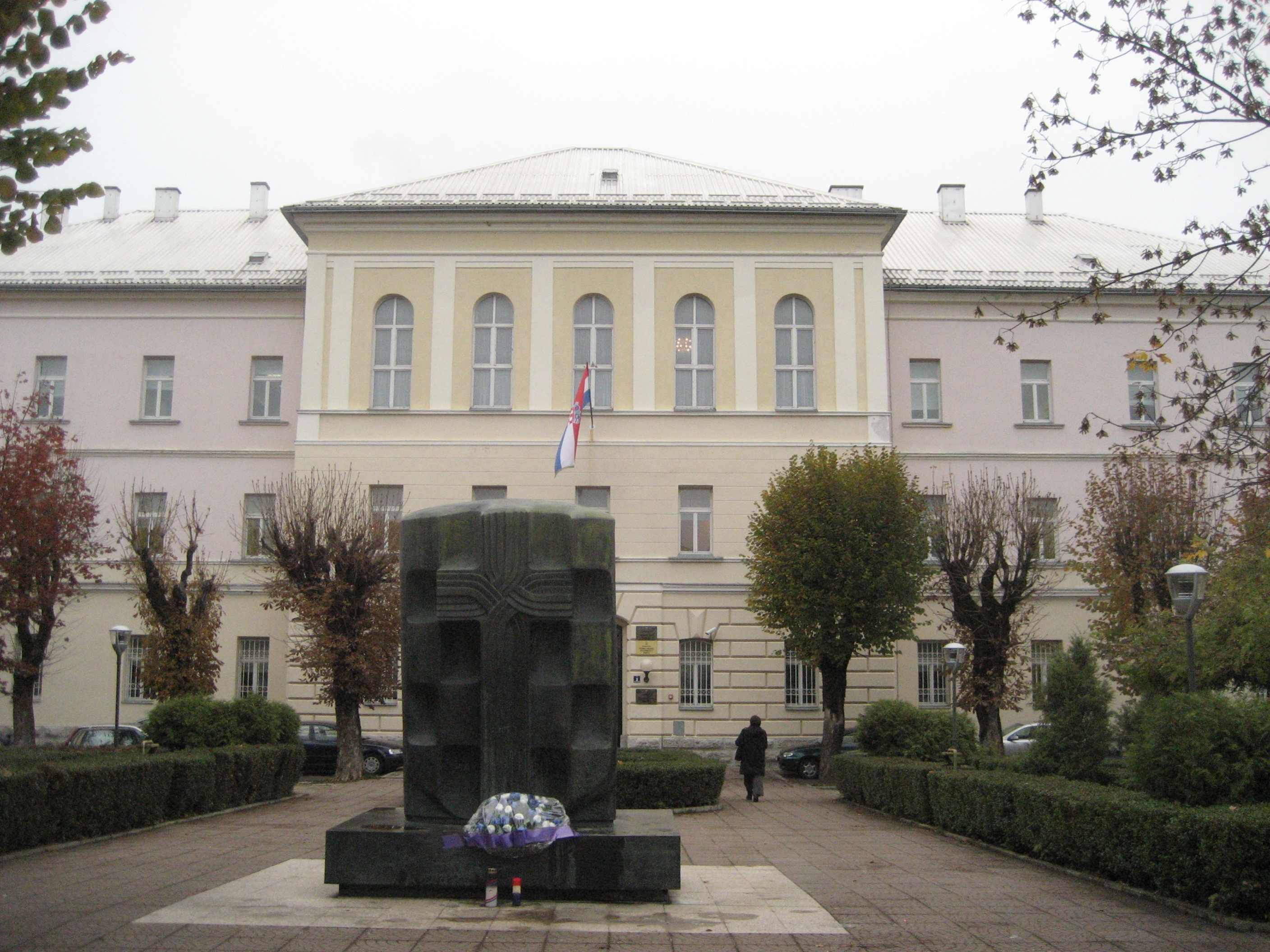

## أعلام
- جيلكو زاجوراك
- ستيبان يوفانوفيتش
- ميلان مانداريتش
- فيكتور بافيشيتش
- بريدراج شوبوت